# Klaksvíkar kommuna
Klaksvíkar kommuna er en kommune på Færøerne. Kommunen omfatter hovedparten af øen Borðoy, hele Svínoy og Kalsoy. Kommunen omfatter bebyggelserne Klaksvík, Árnafjørður, Norðoyri, Ánir, Strond, Svínoy, Húsar, Syðradalur, Trøllanes og Mikladalur med i alt 5 341 indbyggere den 1. januar 2021.
Ved indførelsen af det kommunale selvstyre i 1872 var hele området en del af Norðoya præstegælds kommune, der blev delt i 1908. Klaksvík blev udskilt som egen kommune dette år. Efter grænseændringer i de øvrige kommuner blev Mikladals kommuna og Svínoyar kommuna indlemmet i Klaksvík i henholdsvis 2005 og 2009.

## Historie
Klaksvík har minder helt tilbage fra vikingetiden. Oprindeligt var der i området fire bondegårde, (gårde eller husklynger). På Borðoyarvíks østlige bred findes der ruiner af en gård der 12. marts 1745 og samme dato 1765 blev begravet af sneskred. Længere ude ligger Íslendingatoftir med nogle udgravede vikinge-tomter. I 1801 var der kun 88 indbyggere, men først fra 1838 kom der gang i udviklingen, efter at den kongelige monopolhandel oprettede en filial i Klaksvík. Byen ligger ved en særdeles velbeskyttet bugt, og blev derfor godkendt som vinterhavn for havgående skibe. Det førte til, at mange søfolk flyttede til bygden. Dette blev starten på den udvikling, der har gjort Klaksvík til Færøernes vigtigste fiskerihavn. Læs mere...

## Politik
Resultatet fra kommunalbestyrelsesvalget i 2020
|                    | Kommunuval 8. november 2016 |          |        |      |
| Flokkur            | Flokkur                     | Atkvøður | %      | Vald |
| A.                 | Fólkaflokkurin              | 1.093    | 33,2   | 4    |
| B.                 | Sambandsflokkurin           | 149      | 4,5    | 0    |
| C.                 | Javnaðarflokkurin           | 485      | 14,7   | 2    |
| D.                 | Nýtt Sjálvstýri             | 1.100    | 33,4   | 4    |
| E.                 | Tjóðveldi                   | 468      | 14,2   | 1    |
| Atkvøður           | Atkvøður                    | 3.305    | 100    | 11   |
| Valrætt/Valluttøka | Valrætt/Valluttøka          | 3.779    | 87,50% |      |

Borgmester: Karl H. Johansen (B)
Viseborgmester: Atli S. Justinussen (A)

Resultatet fra kommunalbestyrelsesvalget i 2016
|                    | Kommunuval 8. november 2016 |          |        |      |
| Flokkur            | Flokkur                     | Atkvøður | %      | Vald |
| A.                 | Fólkaflokkurin              | 1.093    | 33,2   | 4    |
| B.                 | Sambandsflokkurin           | 149      | 4,5    | 0    |
| C.                 | Javnaðarflokkurin           | 485      | 14,7   | 2    |
| D.                 | Nýtt Sjálvstýri             | 1.100    | 33,4   | 4    |
| E.                 | Tjóðveldi                   | 468      | 14,2   | 1    |
| Atkvøður           | Atkvøður                    | 3.305    | 100    | 11   |
| Valrætt/Valluttøka | Valrætt/Valluttøka          | 3.779    | 87,50% |      |

Borgmester: Jógvan Skorheim (D)
Viseborgmester: Signhild Johannesen (C)

Ved kommunalbestyrelsesvalg den 13. november 2012, og valgte kommunestyre for perioden fra 1. januar 2013 til 31. december 2017. Sjálstýrisflokkurin, Tjóðveldi og Javnaðarflokkurin havde et valgteknisk samarbejde ved konstitueringen. Valgresultat for kommunen i sin helhed:
| Lister                                                                         | Stemmer | Stemmer | Prosent | Prosent | Mandater | Mandater |
| Lister                                                                         | #       | ±       | %       | ±       | #        | ±        |
| ------------------------------------------------------------------------------ | ------- | ------- | ------- | ------- | -------- | -------- |
| A – Fólkaflokkurin                                                             | 1 104   | −95     | 37,0    | −4,4    | 5        | ±0       |
| B – Sambandsflokkurin                                                          | 215     | −109    | 7,2     | −4,0    | 0        | −1       |
| C – Javnaðarflokkurin                                                          | 440     | −73     | 14,8    | −2,9    | 1        | −1       |
| D – Sjálvstýrisflokkurin                                                       | 522     | +227    | 17,5    | +7,3    | 2        | +1       |
| E – Tjóðveldi                                                                  | 702     | +141    | 23,5    | +4,2    | 3        | +1       |
| Totalt                                                                         | 2 983   |         | 100,0   |         | 11       |          |
| Borgermester: Jógvan Skorheim (D) Viseborgermester: Steinbjørn O. Jacobsen (E) |         |         |         |         |          |          |

Kommunestyrevalget den 11. november 2008 valgte et kommunestyre for perioden fra 1. januar 2009 til 31. december 2012:
| Lister                                                                  | Stemmer | Stemmer | Mandater |
| Lister                                                                  | #       | %       | Mandater |
| ----------------------------------------------------------------------- | ------- | ------- | -------- |
| A – Fólkaflokkurin                                                      | 1 199   | 41,4    | 5        |
| B – Sambandsflokkurin                                                   | 324     | 11,2    | 1        |
| C – Javnaðarflokkurin                                                   | 513     | 17,7    | 2        |
| D – Sjálvstýrisflokkurin                                                | 295     | 10,2    | 1        |
| E – Tjóðveldi                                                           | 561     | 19,3    | 3        |
| Totalt                                                                  | 2 892   | 100,0   | 11       |
| Borgermester: Gunvá við Keldu (A) Viseborgermester: Jógvan Skorheim (D) |         |         |          |